# Taxodium mucronatum
Taxodium mucronatum är en cypressväxtart som beskrevs av Michele Tenore. Taxodium mucronatum ingår i släktet Taxodium och familjen cypressväxter. IUCN kategoriserar arten globalt som livskraftig. Inga underarter finns listade i Catalogue of Life.

## Bildgalleri

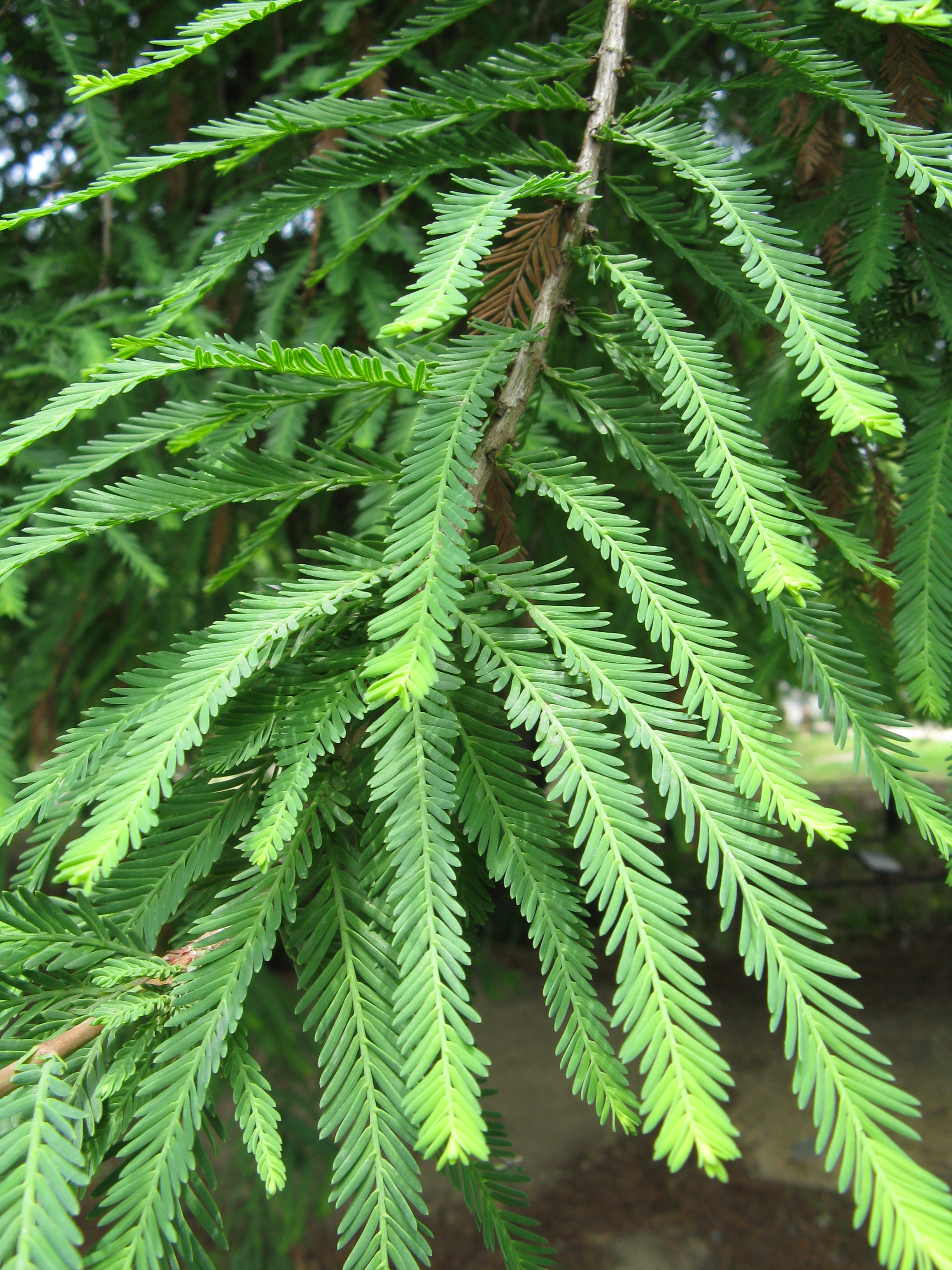
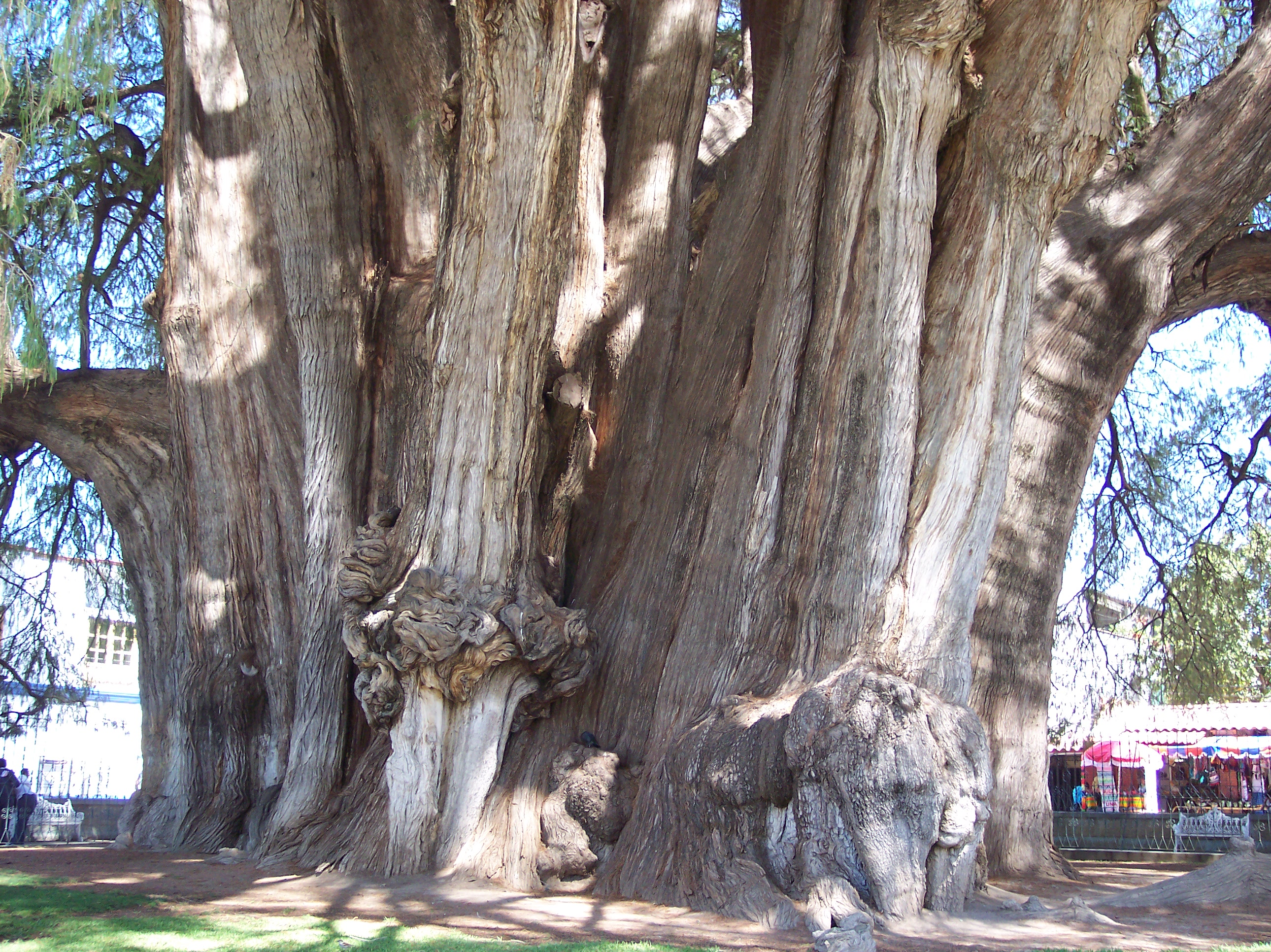
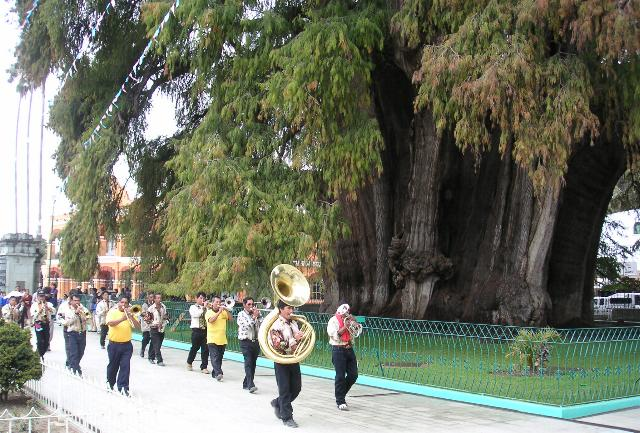
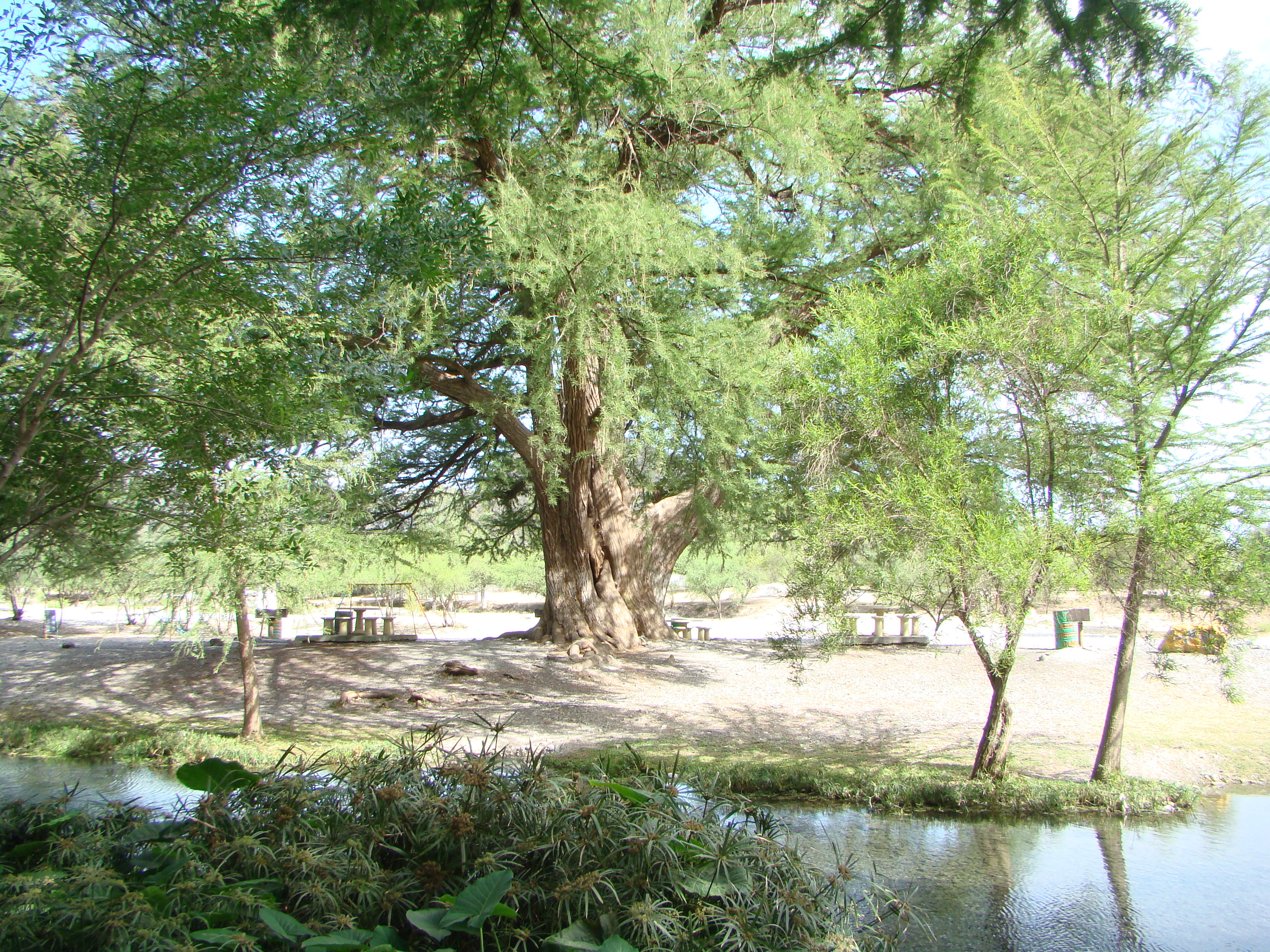
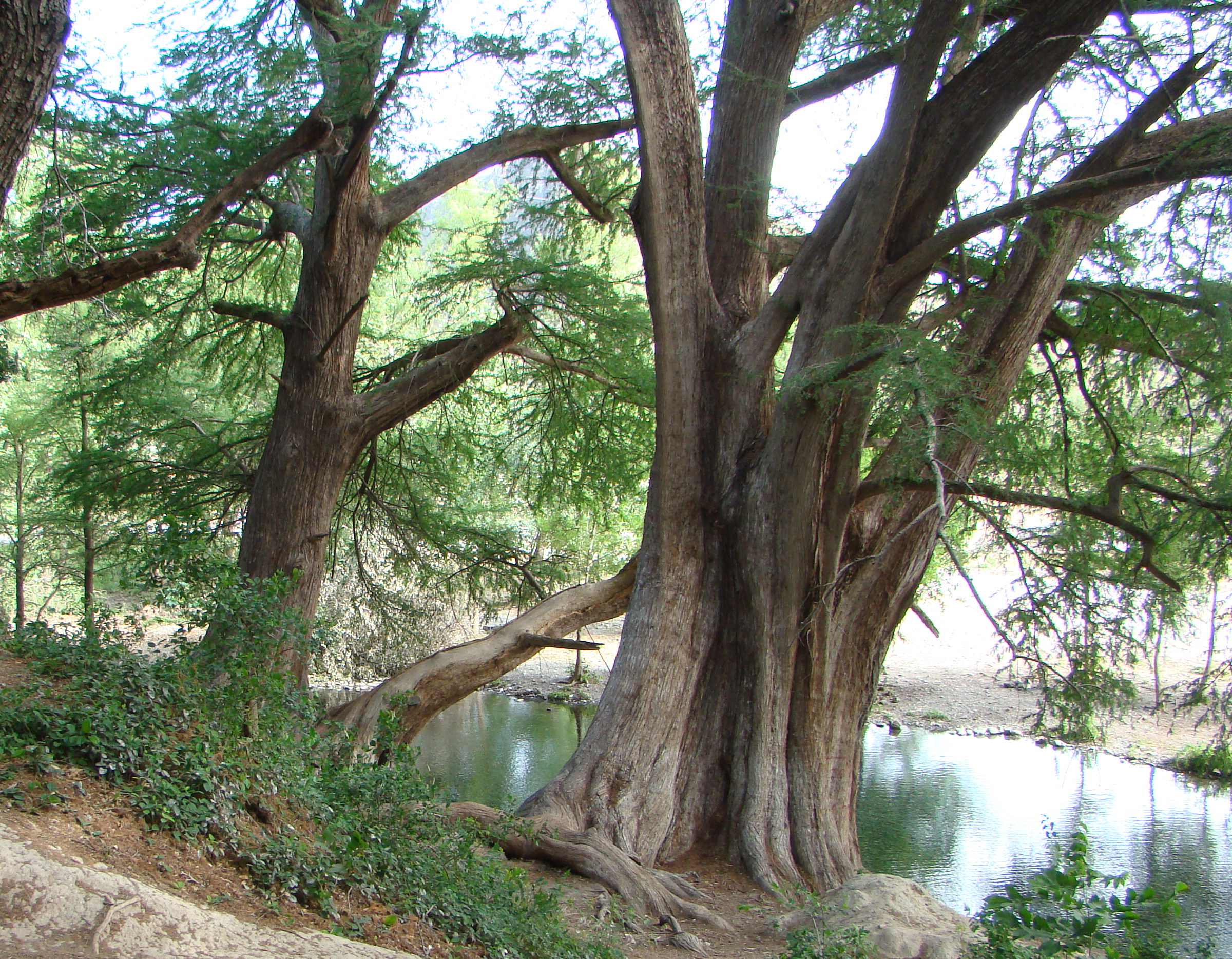
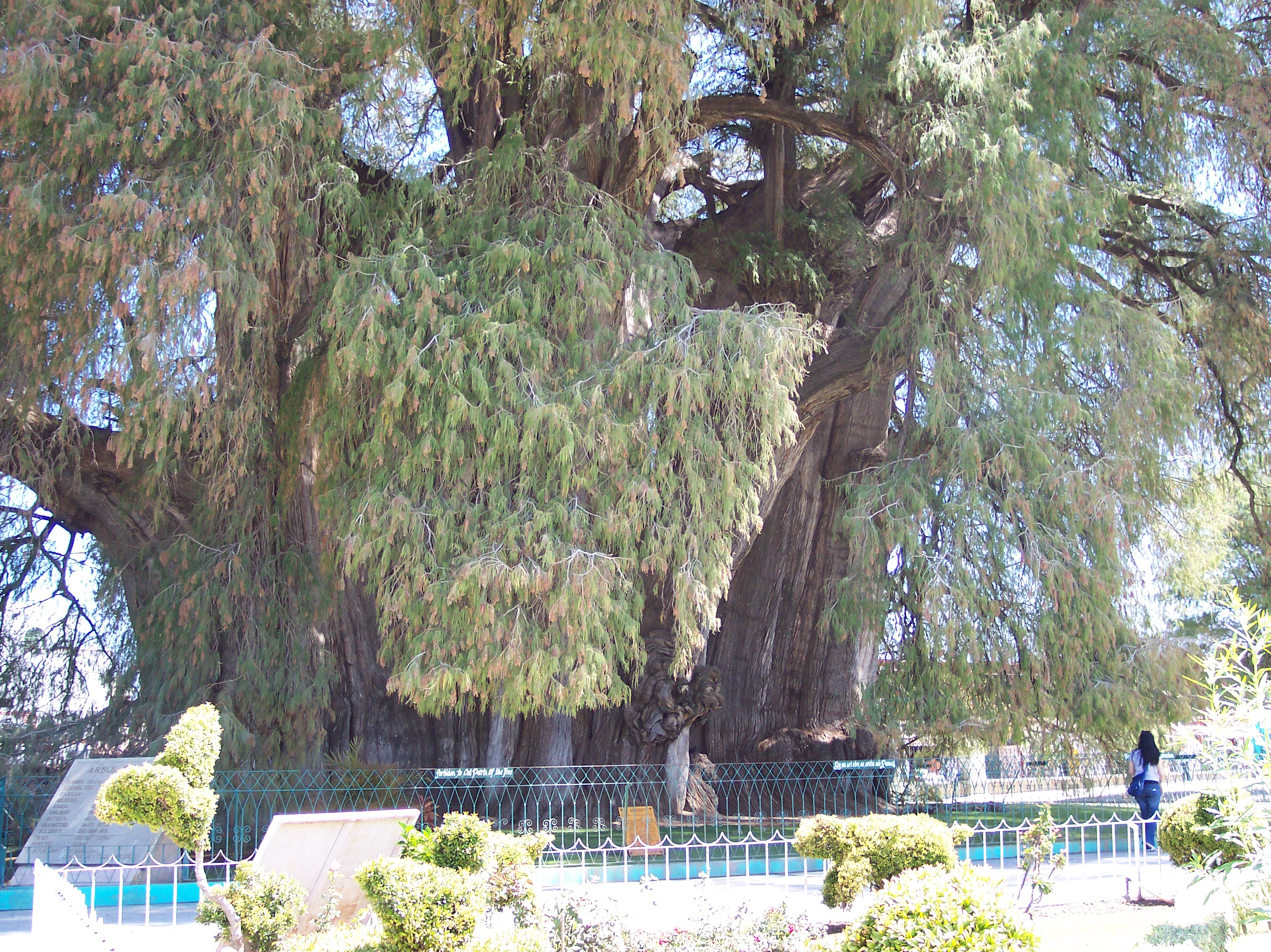